# 93 La Belle Rebelle
Pour plus de détails, voir Fiche technique et Distribution.
93 La Belle Rebelle est un documentaire français réalisé par Jean-Pierre Thorn et sorti en 2011.

## Fiche technique
- Titre : 93 La Belle Rebelle
- Réalisation : Jean-Pierre Thorn
- Scénario : Jean-Pierre Thorn
- Photographie : Frédéric Serve
- Son : Jean-Paul Bernard et Xavier Griette
- Montage : Sophie Deseuzes
- Société de production : ADR Productions
- Pays d'origine :  France
- Genre : documentaire
- Durée : 73 minutes
- Date de sortie : France - 26 janvier 2011